# Janusz Łaznowski
Janusz Stefan Łaznowski Siwocha (ur. 13 czerwca 1944, zm. 11 marca 2015) – polski związkowiec, przez trzy kadencje (od 1998 do 2010) przewodniczący dolnośląskiego Zarządu Regionu NSZZ „Solidarność”, od 2010 do 2014 członek prezydium ZR Dolny Śląsk NSZZ „Solidarność”.
W latach 1958–1987 tancerz i solista w balecie Opery Wrocławskiej. Członek „Solidarności” od 1980. Przed wyborem w 1998 na funkcję przewodniczącego Zarządu Regionu pracował w dziale interwencji Związku. Członek prezydium Komisji Krajowej NSZZ „Solidarność” w kadencji 2006-2010, w kadencji 2010-2014 członek Komisji Krajowej, specjalizował się w prawie pracy. Brał udział jako przedstawiciel związku w zespole prawa pracy i układów zbiorowych Trójstronnej Komisji do spraw Społeczno-Gospodarczych od początku jej istnienia, a także w dwu- oraz trójstronnych (związków z pracodawcami oraz związków z pracodawcami i rządem) negocjacjach na temat reformy prawa pracy.
W maju 2008 przystąpił do Dolnego Śląska XXI, który stał się częścią ruchu Polska XXI.
Za zasługi dla ochrony prawa pracy wyróżniony w 2009 nagrodą im. Haliny Krahelskiej przyznaną przez Państwową Inspekcję Pracy; w 2010 otrzymał od prezydenta Komorowskiego Krzyż Oficerski Orderu Odrodzenia Polski.
Został pochowany 13 marca 2015 r. na Cmentarzu Ducha Świętego przy ul. Bardzkiej we Wrocławiu.